# Złocieniec
Złocieniec é um município da Polônia, na voivodia da Pomerânia Ocidental e no condado de Drawsko. Estende-se por uma área de 32,28 km², com 13 068 habitantes, segundo os censos de 2016, com uma densidade de 376,7 hab/km².